# Giric
Giric mac Dungail (* 9. Jh.; † 889) war schottischer König von 878 bis 889 und herrschte zusammen mit seinem Neffen Eochaid.

## Leben
Eochaid konnte gemäß dem Tanistry-System nicht König werden, weil er von der Tochter der königlichen Linie abstammte. Da er jedoch Ambitionen auf den Titel des Königs hatte, verbündete er sich mit Giric, um seinen Onkel und Girics Cousin Aedh gewaltsam von der Macht zu verdrängen. Giric zwang daraufhin Eochaid, die Herrschaft mit ihm zu teilen.
Über das Leben und die Herrschaft von Giric ist wenig bekannt. Die einzige gesicherte Information ist, dass er bei einer Schlacht bei Dundurn in Perthshire von seinem Neffen Donald getötet wurde. Dieser verbannte danach Eochaid ins Exil und bestieg als Donald II. den Thron.